# Arthur Michael
Arthur Michael (1853-1942) fou un químic nord-americà, conegut per la reacció de Michael.

## Biografia
Arthur Michael va néixer en una família acomodada a Buffalo, Nova York, el 1853, fill de John i Clara Michael. Va ser educat a la mateixa ciutat, on va aprendre química tant d'un professor local com al seu propi laboratori casolà. Una malaltia va frustrar els plans de Michael per assistir a Harvard i, en canvi, el 1871 va viatjar a Europa amb els seus pares i va decidir estudiar a Alemanya.
Va estudiar al laboratori de química de Hoffmann a la Universitat de Berlín, amb Robert Bunsen a la Universitat de Heidelberg i dos anys més amb Hoffmann a Berlín. Posteriorment va estudiar un any més amb Charles Würtz a l'Escola de Medicina de París.
El 1880 tornà als Estats Units, on va ser professor a la Universitat Tufts (1882-1889), on va conèixer Helen Cecilia De Silver Abbott, amb qui es casà el 1888.
El 1912 va ser professor a la Universitat Harvard.
Va morir a Orlando (Florida) el 8 de febrer de 1942.